# Sognando te
Sognando te (Dreaming of You) è un romanzo sentimentale del 1994 scritto da Lisa Kleypas. È stato il primo libro dell'autrice a riscuotere successo commercialmente.

## Trama
Sara Fielding è una giovane donna a cui piace molto scrivere, e i suoi romanzi presentano personaggi così vividi che la maggior parte della gente rifiuta di credere che non siano persone reali. Dopo aver scritto Mathilda, la storia fittizia di una prostituta divenuta un grande successo editoriale, Sara decide di trasferirsi a Londra per informarsi e iniziare un altro romanzo che parla del gioco d'azzardo. Durante una notte di ricerche nei vicoli dei bassifondi, si imbatte in due teppisti che attaccano un altro uomo. Preoccupata per le sorti della vittima, estrae una pistola dalla borsetta per sparare un colpo di avvertimento, ma uccide accidentalmente uno dei due uomini, mentre l'altro scappa. Sara soccorre la vittima, che si rivela essere Derek Craven, il proprietario della più prestigiosa casa da gioco di Londra, il cui volto è stato sfregiato con una spada dai due uomini per ordine di qualcuno. Sara è entusiasta di averlo conosciuto perché nella casa potrebbe fare ricerche approfondite per il suo romanzo. Derek, tuttavia, è meno felice di essere in debito con lei. I due raggiungono un accordo e Sara inizia a spendere sempre più tempo intorno al club, intervistando i servi, i dipendenti del club e le fanciulle di casa facendo amicizia con tutti. Conosce anche Lady Lily Raiford, amica di Darek, della quale diventa amica a poco a poco; Lily, dal canto suo, spera che Derek metta da parte le sue paure e si lasci conquistare dalla timida e semplice Sara.
Derek vede in Sara qualcosa e la sua attrazione per lei cresce, ma ha problemi più grandi: Lady Ashby è ossessionata da lui perché Derek, dopo essere stati amanti per un periodo, ha deciso di troncare unilateralmente il loro rapporto. Lady Ashby è in cerca di vendetta, ed è stata lei ad assumere i due uomini che l'hanno sfregiato nel vicolo. A peggiorare le cose, un rivale d'affari, Ivo Jenner, tenta costantemente di gettare Derek fuori dal mercato.
Anche l'attrazione di Sara per Derek sta crescendo, ma lui è convinto che è meglio che stia alla larga da lui, odiando il suo sporco passato. Anche se condividono un bacio appassionato, Derek vuole che Sara lo disprezzi in modo da proteggerla, e non vuole farla entrare nella sua vita. Anche dopo averla salvata da tre giovani che volevano violentarla, egli è sicuro di non essere abbastanza buono per lei, e quando la riporta al suo alloggio e le dice addio, Sara si rende conto che non lo rivedrà più.
Sperando di dimenticare Derek, Sara torna a casa dalla sua famiglia e da Perry, un ragazzo che è sempre stata convinta che avrebbe sposato, ma niente è lo stesso. Il tempo a Londra l'ha cambiata e presto il suo rapporto con Perry cade a pezzi, principalmente per colpa della madre impicciona di lui. Dopo aver lasciato Perry, Sara riceve un invito a una festa a casa di Lady Raiford il fine settimana in cui sia Derek e Lady Ashby sono presenti. Derek non è contento di vederla, avendo cercato inutilmente di dimenticarla, mentre Lady Ashby è intenzionata a rovinare la reputazione di Sara: manda quindi un uomo a violentarla nella sua stanza, ma la ragazza viene salvata appena in tempo da Derek. Siccome il fatto, anche se non si è verificato, rischia di infangare il suo nome se non troverà subito marito, dopo alcuni giorni di passione, Derek riporta Sara a casa dei suoi genitori, dove si sposano. Insieme imparano a superare paure e insicurezze, e Derek riesce ad aprirle il suo cuore.
Lady Ashby fa un ultimo tentativo per rovinare la loro felicità: dà fuoco alla casa da gioco e rapisce Sara, distruggendo tutto quello a cui Derek tiene. Tutti credono che Sara sia morta nell'incendio, e di fronte alla possibilità di aver perso la sua amata Derek si rende conto di quanto significhi realmente per lui, perciò quando la ragazza torna a casa decide di non lasciarla più. I due hanno poi una bambina.

## Citazioni in altri romanzi
Il personaggio di Derek Craven era già apparso in un ruolo minore in un precedente libro di Kleypas Infine, tu (1993), incentrato sulla storia di Lily. Alcune fonti considerano i due romanzi parte di una dilogia intitolata Gamblers of Cravens (I giocatori), sebbene Kleypas sul suo sito li indichi come indipendenti.
Nel primo capitolo de Un uomo da conquistare (2002), quarto volume della serie Bridgerton di Julia Quinn, la protagonista Penelope è descritta mentre legge Mathilda di S.R. Fielding, scritto da Sara.

## Edizioni
In lingua italiana
- Sognando te, collana Oscar Bestsellers Emozioni, traduzione di Teresa Albanese, Arnoldo Mondadori Editore, 2008,  p. 356, ISBN 9788804577393.
- Sognando te, collana I miti, traduzione di Teresa Albanese, Arnoldo Mondadori Editore, 16 giugno 2020,  p. 432, ISBN 9788804726586.